# Laufeia
Laufeia is een geslacht van spinnen uit de familie springspinnen (Salticidae).

## Soorten
De volgende soorten zijn bij het geslacht ingedeeld:
- Laufeia aenea Simon, 1889
- Laufeia aerihirta (Urquhart, 1888)
- Laufeia eucola (Thorell, 1890)
- Laufeia keyserlingi (Thorell, 1890)
- Laufeia liujiapingensis Yang & Tang, 1997
- Laufeia perakensis (Simon, 1901)
- Laufeia proszynskii Song, Gu & Chen, 1988
- Laufeia sasakii Ikeda, 1998
- Laufeia scutigera Żabka, 1985
- Laufeia sicus Wu & Yang, 2008